# Jeff Bergman (Schiedsrichter)
Jeff Bergman (* im 20. Jahrhundert) ist ein US-amerikanischer Schiedsrichter im American Football, der seit der Saison 1991 in der NFL tätig ist. Er trägt die Uniform mit der Nummer 32.

## Karriere

### College Football
Vor dem Einstieg als professioneller Schiedsrichter arbeitete er zehn Jahre im College Football.

### Professionelle Footballligen
Im Anschluss war er in der United States Football League tätig. Zudem war er Schiedsrichter in der Arena Football League, wo er u. a. im Schiedsrichtergespann von ArenaBowl I im Jahr 1987 war, und in der NFL Europe, wo er u. a. Teil der Schiedsrichtercrew des ersten World Bowl im Jahr 1991 war.

### National Football League
Bergman begann seine NFL-Laufbahn als Line Judge.
Er war bei insgesamt zwei Super Bowls als Field Judge im Einsatz: Im Super Bowl XXXI im Jahr 1997 in der Crew unter der Leitung von Hauptschiedsrichter Gerald Austin und im Super Bowl LIII im Jahr 2019 unter der Leitung von John Parry. Zudem war er Teil der Schiedsrichtergespanne in den Pro Bowls 2002 und 2012.
Aufgrund der COVID-19-Pandemie ließ er sich für die Saison 2020 als Schiedsrichter beurlauben.

## Privates
Sein Vater Jerry Bergman war ebenfalls Schiedsrichter in der NFL.